# Західний Йоркшир (міська агломерація)

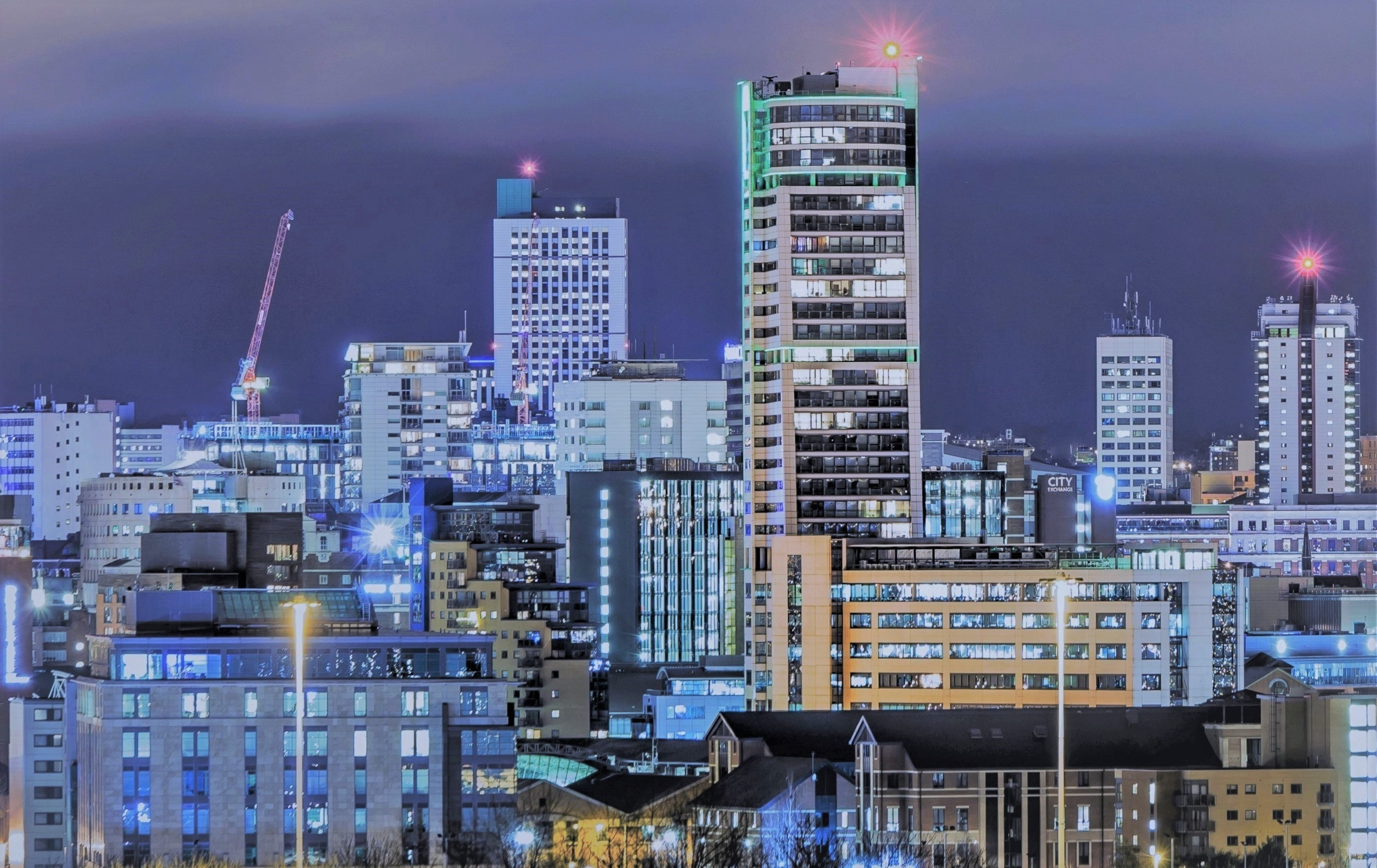
Лідс, найбільше місто в агломерації і третє за величиною місто Великої Британії за кількістю населення.

Західний Йоркшир (англ. West Yorkshire Built-up Area) — раніше відомий як міська територія Західного Йоркшира, — це термін, який використовується Управлінням національної статистики (ONS) для позначення агломерації в Західному Йоркширі, Англія, заснованої на містах Лідс, Бредфорд і Вейкфілд і велике місто Гаддерсфілд. Це 4-й за величиною міський район Сполученого Королівства. Однак він виключає інші міста та села, такі як Фезерстоун, Нормантон, Каслфорд, Понтефракт, Гемсворт, Тодморден, Гебден-Брідж, Ноттінглі та Везербі, які, хоча й є частиною графства Західний Йоркшир, вважаються незалежними. У межах визначеної території є значні площі сільськогосподарських угідь – більше, ніж у будь-якому іншому офіційному міському районі Англії – багато містечок лише з’єднані одне з одним вузькими віддаленими смугами забудови.

## Міські підрозділи
ONS дає агломерації 1 777 934 населення (перепис 2011 року), що робить її четвертою за чисельністю населення у Великій Британії. ONS поділяє територію на 39 підрозділів:
| - Бейлдон - Батлей - Бінглі - Нижній човен - Бредфорд - Брігхаус - Берлі в Варфедейлі - Карлтон, Ротвелл - Клекхітон - Дьюсбері - Іст Мортон - Гізлі - Галіфакс - Haworth - Хекмондвік - Холмфірт - Хорбері - Хорсфорт - Хаддерсфілд - Кейлі | - Лідс - Ліверседж - Менстон - Мідлстаун - Мірфілд - Морлі - Нотертон - Осетт - Отлі - Пудсі - Робін Гуд - Ротвелл - Скоулз - Шиплі - Міст Сауербі - Торнтон - Вейкфілд - Волтон - Єдон |